# Cillene (astronomia)
Cillene, (dal greco Κυλλήνη) o Giove XLVIII, è un satellite naturale irregolare del pianeta Giove.

## Scoperta
È stato scoperto nel 2003 da una squadra di astronomi dell'Università delle Hawaii guidata da Scott S. Sheppard. Al momento della scoperta ha ricevuto la designazione provvisoria S/2003 J 13.

## Denominazione
Ha ricevuto la denominazione ufficiale assegnata dall'Unione Astronomica Internazionale nel marzo del 2005. Trae il suo nome da Cillene, figlia di Zeus, una naiade (ninfa delle sorgenti) o un'oreade (ninfa delle montagne) associata con il Monte Cillene (Grecia). Secondo certi autori Pelasgo avrebbe avuto da lei un figlio, Licaone, che divenne re dell'Arcadia. Altri autori fanno di Licaone lo sposo di Cillene.

## Parametri orbitali
Cillene ha un diametro di circa 2 km. Orbita attorno a Giove in 731,099 giorni (circa due anni terrestri), a una distanza media di 23,396 milioni di km, con un'inclinazione di 140,149° rispetto all'eclittica (139,543° rispetto al piano equatoriale di Giove), in moto retrogrado e con un'eccentricità orbitale di 0,4116.

## Caratteristiche
Cillene è caratterizzato da un movimento retrogrado ed appartiene al gruppo di Pasife composto da satelliti retrogradi ed irregolari che orbitano attorno a Giove ad una distanza compresa fra 22,8 e 24,1 milioni di chilometri, con una inclinazione orbitale compresa tra 144,5° e 158,3°.